# Lijst van rijksmonumenten in Westkapelle
De plaats Westkapelle telt 6 inschrijvingen in het rijksmonumentenregister. Hieronder een overzicht.
| Object | Oorspronkelijke functie?  | Bouwjaar     | Architect       | Locatie      | Coördinaten?                  | Nr.?  | Afbeelding |
| --- | ------------------------- | ------------ | --------------- | ------------ | ----------------------------- | ----- | --- |
| Complex dorpshuizen onder een kap, nok evenwijdig aan de straat. Schuifvensters. Tussen nr 94 en 96 een boogpoortje, hierboven een sierankers | Woonhuis                  | 18e eeuw     |                 | Markt 92     | 51° 31' 38" NB, 3° 26' 23" OL | 38850 | Complex dorpshuizen onder een kap, nok evenwijdig aan de straat. Schuifvensters. Tussen nr 94 en 96 een boogpoortje, hierboven een sierankers |
| De Noorman | Industrie- en poldermolen | 1852         |                 | Molenwal 25  | 51° 31' 48" NB, 3° 26' 30" OL | 38851 | Meer afbeeldingen |
| Woonhuis in steen onder pannen zadeldak. Stenen schuur met pannen zadeldak. Wagenschuur onder pannen zadeldak. Perceelsgedeelte van de tegen elkaar aangebouwde schuren gedeeltelijk gepleisterd en gedeeltelijk in hout onder pannen zadeldak                                         | Boerderij                 | 18e-20e eeuw |                 | Prelaatweg 1 | 51° 31' 49" NB, 3° 26' 55" OL | 38852 | Upload foto |
| Westkapelle Laag | Scheepshulpmiddel         | 1875         | Quirinus Harder | Zeedijk 5    | 51° 32' 24" NB, 3° 26' 13" OL | 38853 | Meer afbeeldingen |
| Woonhuis in steen met pannen zadeldak. Bakgootje en mastgootje op beugels. T-ramen waarboven rollagen en twee ramen met luiken behangen. Omlijst deur. Perceelsgedeelte van de tegen elkaar aangebouwde schuren gedeeltelijk gepleisterd en gedeeltelijk in hout onder pannen zadeldak | Boerderij                 | 1898         |                 | Prelaatweg 5 | 51° 31' 49" NB, 3° 26' 58" OL | 38854 | Woonhuis in steen met pannen zadeldak. Bakgootje en mastgootje op beugels. T-ramen waarboven rollagen en twee ramen met luiken behangen. Omlijst deur. Perceelsgedeelte van de tegen elkaar aangebouwde schuren gedeeltelijk gepleisterd en gedeeltelijk in hout onder pannen zadeldak |
| Westkapelle Hoog | Kerk en kerkonderdeel     | 1470 / 1817  |                 | Zuidstraat 1 | 51° 31' 45" NB, 3° 26' 50" OL | 38855 | Meer afbeeldingen |